# Isyarat Jiwa
Isyarat Jiwa는 말레이시아의 팝 가수 리자 하님의 다섯 번째 정규 앨범이다. 2001년 수리아 레코드를 통해 발매되었다.

## 앨범 개요
첫 번째 싱글이자 3번 트랙 <Gelisah Mimpi>는 영화 "KL Menjerit"의 라디오 부분에 종종 등장하는데, 제17회 아누게라 주아라 라구에서 최고의 보컬 퍼포먼스 상을 탔다. 반면 두 번째 싱글이자 2번 트랙 <Jatuh Cinta>는 청자들을 이끌지 못하였다. 두 곡과 1번 트랙 <Kerana Terlalu Menyintaimu>는 TV에 종종 등장하곤 했다.

## 수록곡
- <Kerana Terlalu Menyintaimu>
- <Jatuh Cinta>
- <Gelisah Mimpi>
- <Malam Dua Bintang>
- <Cintamu Indah Di Mata>
- <Tak Ku Sengaja>
- <Ku Menanti>
- <Lepaskan Aku>
- <Persoalan>
- <Rindu Pada Mu>